# Qiwi
Qiwi — российская и международная группа компаний, которая предоставляет платежные и финансовые сервисы в России и в других странах. В холдинг «Qiwi plc» входят платежная система «Qiwi», «Киви-банк», система денежных переводов Contact, сервисы «Факторинг-плюс», Flocktory, QPlatform и агентство интернет-рекламы RealWeb
Лицензия «Киви-банка» на осуществление банковских операций была отозвана центробанком России 21 февраля 2024 года в связи с невыполнением требований регулятора. После этого также приостановила работу платежная система Contact.
27 августа 2024 года общее собрание акционеров утвердило смену названия холдинга с Qiwi PLC на NanduQ PLC. Новое название напоминает наименование рода нелетающих птиц из Южной Америки — нанду.

## История
2007
- Сергей Солонин — «Русский инвестиционный клуб» («Первый процессинговый банк»), Борис Ким — «e-port», и Андрей Романенко — «Объединённая система моментальных платежей» в результате слияния создали компанию «Qiwi»[7].
- На терминалах «Qiwi» был запущен сервис «Личный кабинет», который впоследствии был переименован в «Qiwi-кошелёк».

2008
- Состоялся запуск бренда «Qiwi» и круглосуточной единой службы поддержки пользователей[8].

2010
- В состав группы «Qiwi» вошёл банк «1-й процессинговый», который в 2011 году был переименован в ЗАО «Киви-банк»[9].

2012
- В ноябре Visa и Qiwi подписали соглашение о глобальном партнёрстве, в рамках которого «Qiwi-кошелёк» был преобразован в кобрендинговый продукт «Visa Qiwi Wallet»[10].

2013
- «Qiwi» вышла на IPO. Размещение произошло на американской бирже NASDAQ, акции торговались по цене 17 $ за штуку[11].

2015
- В июле группа «Qiwi» стала 100%-м акционером платежной системы Contact[12][13].

2016
- В апреле в процессинг «Qiwi» была внедрена технология блокчейн[14].
- В ноябре «Qiwi» запустила карту рассрочки «Совесть»[15]. Бизнес-модель «Совести» основана на получении комиссии от ретейлеров за привлечение клиентов.
- «Qiwi» начала работать с букмекерами, став одним из центров учёта переводов интерактивных ставок (ЦУПИС)[16].

2017
- Сооснователь платёжного сервиса «Qiwi» Андрей Романенко покинул руководство компании и продал принадлежащую ему долю акций[17].
- В октябре компания «Qiwi» выкупила у банка «Открытие» права на бренд и программное обеспечение банковских сервисов Рокетбанк (300 тыс. клиентов, сумма сделки составила 700 млн руб.) и «Точка»[18][19].

2018
- В июне банк «Открытие», группа «Qiwi» и «Точка» объявили о подписании соглашения о сотрудничестве и создании совместного предприятия АО «Точка»[20].

2020
- «Qiwi» продала проект карты «Совесть» Совкомбанку за 6,5 млрд рублей[21].

2021
- «Qiwi» продала свою долю в совместном предприятии банку «Открытие», сумма сделки составила 4,95 млрд рублей[22].

2022
- В декабре «Qiwi» выкупила агентство интернет-рекламы Realweb (до 10 % всего рынка интернет-рекламы в РФ). Сумму сделки эксперты оценивали в 1-2,5 млрд руб[23][24].
- По итогам года группа показала рекордную чистую выручку[2][25].

2023
- В мае группа объявила о разделении бизнеса на российский и международный, которое должно завершиться до 11 сентября 2023 и должно помочь компании избежать делистинга на бирже Nasdaq. До 30 июня «Qiwi» обязалась передать все российские активы АО «Киви», до 30 августа подготовить промежуточную финансовую отчетность, а также завершить отказ от активов, расположенных в России[26][27].
- С 26 июля по требованию ЦБ РФ «Киви-банк» ограничил возможность снятия наличных и вывода на банковские счета суммой в одну тысячу рублей в месяц. В самой организации предписание ЦБ объяснили «типичными» недочётами при ведении документации и составлении отчётности. Все остальные возможности карт «Qiwi» сохраняются: оплата товаров и услуг, переводы между кошельками, погашение микрозаймов и пр.[28] В тот же день «Qiwi» заявила, что несмотря на тесное сотрудничество с ЦБ, у группы нет уверенности, что получится отменить введенные ограничения[29].
- В начале августа появились сообщения в социальных сетях о массовой блокировке «Qiwi-кошельков». Компания сообщила, что усилила меры безопасности при переводах денег, эти меры коснулись менее 0,1 % пользователей и что «Qiwi-кошельки» работают в штатном режиме[30][31].
- В сентябре партнёрская компания в Узбекистане («Payment Aggregation Systems», работает под брендом «Qiwi Uzbekistan») приостановила международные денежные переводы, в том числе на российские карты и кошельки «Qiwi», при этом операции по оплате услуг узбекских провайдеров, а также переводы между кошельками «Qiwi Uzbekistan» остались доступными[32][33]. Также в сентябре «Qiwi» получила от биржи Nasdaq отсрочку до 11 ноября (первоначальный срок был установлен в 11 сентября) для завершения разделения бизнеса на международный и российский, что было условием сохранения у компании листинга на этой бирже[34].
- В ноябре компания объявила об остановке работы приложения «Qiwi Uzbekistan» с 18 декабря, что связано, в том числе, с запретом местного регулятора на любые международные переводы для всех платежных систем. При этом привычные услуги сервиса останутся доступны для жителей Узбекистана в едином приложении «Qiwi»[35].

2024
- 30 января «Qiwi» сообщила о закрытии сделки по продаже российских активов гонконгской компании Fusion Factor Fintech Limited. Сумма сделки — 23,75 млрд рублей. Компания-покупатель принадлежит предыдущему генеральному директору «Qiwi» Андрею Протопопову. После закрытия сделки он покинул свой пост и совет директоров, однако продолжит руководить бизнесом АО «Киви», объединяющим российские активы компании[36][37].
- Новым руководителем «Qiwi plc» был назначен Алексей Мащенков, который до этого занимал пост финансового директора компании. После повышения Мащенкова финансовым директором назначена его заместитель — Елена Никонова, работающая в компании с 2010 года[36].
- 21 февраля ЦБ РФ отозвал лицензию на осуществление банковских операций у АО «Киви-банк»[38]. Причиной названо нарушение требований законодательства по предотвращению отмывания денег и финансирования терроризма. В деятельности банка выявлено большое количество переводов в теневые сектора: игорный бизнес, криптообменники, вывод похищенных средств. В результате была прекращена работа платежной сети «Qiwi» и связанной с ней системы переводов Contact. Офисы компании закрыты, терминалы прекратили работу.
- 21 февраля, временным администратором «Киви-банка» было назначено Агентство по страхованию вкладов (АСВ). Вкладчики банка имеют право на компенсацию вкладов до 1,4 миллиона рублей, агентство оценивает число претендентов на страховое возмещение примерно в 20 тыс. субъектов с общей суммой требований в 4,3 млрд рублей. Страховые выплаты будут производиться через банк «Уралсиб»[39][40]. Пользователи Qiwi-кошельков не защищены законом о страховании вкладов, но могут претендовать на активы банка в процессе его банкротства. По оценкам АСВ, в системе действовало 9,3 млн кошельков, на которых хранятся 4,4 млрд руб. По оценке ЦБ, средств «Киви-банка» достаточно для погашения задолженности[41][42]. Позже АСВ сообщило, что вернёт клиентам суммы незавершённых переводов платёжной системы Contact в период ликвидации «Киви-банка». Агентство оценивает объём таких переводов в 17 тыс. штук на общую сумму свыше 700 млн рублей[43] Также АСВ предупредило о появлении множества мошеннических сайтов-двойников «Киви-банка», которые за вознаграждение предлагают вывести клиентам средства из кредитной организации[44].
- 27 февраля банк «Точка» заявил о готовности выплатить своим клиентам-юрлицам суммы, заблокированные на счетах в «Qiwi». Выплаты планируется сделать в пользу тех клиентов, которые работали на базе банковской лицензии «Киви-банка», в том случае, если они не подпадают под страховые выплаты АСВ. Общий объём выплат оценивается «Точкой» в 8 млрд рублей для примерно 20 тыс. предпринимателей (около 3 % от клиентской базы банка)[45].
- 28 февраля рейтинговое агентство «Эксперт РА» снизило рейтинг кредитоспособности АО «Киви» с ruBBB+ (умеренный уровень финансовой устойчивости) до ruB- (низкий уровень финансовой устойчивости). Агентство объяснило свое действие отзывом лицензии у «Киви-банка», «выступающего опорным расчетным центром группы и ключевым активом АО „Киви“». По данным «Эксперт РА», на базе банка был сконцентрирован ряд ключевых бизнесов группы, из-за чего после отзыва лицензии существенная часть бизнеса группы приостановила свою деятельность[46][47].
- 2 марта стало известно, что ФСБ организовала доследственную проверку «Киви-банка». Кредитную организацию подозревают в выводе за границу средств, полученных незаконным путём[48].
- 4 марта «Киви-банк» подал в Арбитражный суд Москвы иск к АО «Киви», а также к гонконгской компании «Fusion Factor Fintech Limited» и «Qiwi plc». Точные исковые требования неизвестны, но эксперты не исключают, что иск может быть связан со сделкой в начале 2023 года, когда группа «Qiwi», в которую входил банк, объявила о завершении продажи российских активов Fusion Factor Fintech Limited[49].
- 17 марта ЦБ РФ подал иск против АО «Киви-банк» в Арбитражный суд Москвы. Подробности заявления не приводятся.
- 10 апреля было проведено заседание. Суд удовлетворил ходатайство ЦБ о принудительной ликвидации «Киви-банка».
- 27 августа общее собрание акционеров утвердило смену названия холдинга с Qiwi PLC на NanduQ PLC[5]. Новое название напоминает наименование рода нелетающих птиц из Южной Америки — нанду[6].

## Структура группы

### Платежный сервис
На конец сентября 2021 года платежная сеть «Qiwi» насчитывала около 15 млн виртуальных кошельков, более 96 тыс. киосков и терминалов, у компании было более 27 млн активных клиентов.
Пользователи «Qiwi» могут осуществлять платежи и денежные переводы, оплачивать штрафы, услуги телефонной связи и Интернет-провайдеров. Возможен выпуск виртуальных и пластиковых дебетовых платежных карт системы Visa или «Мир» (с марта 2022), которые могут быть использованы для оплаты товаров и услуг как в любых магазинах, принимающих карты Visa и «Мир», так и в Интернете.
Платёжный сервис «Qiwi» к 2023 году работал в восьми странах мира: Беларусь, Бразилия, Иордания, Казахстан, Молдова, Россия, Румыния и США, ещё девять стран работали с системой по договору франчайзинга (Аргентина, Индия, Кыргызстан, Колумбия, Малайзия, Панама, Перу, Таджикистан и Чили) .
С помощью платёжного сервиса «Qiwi» можно было совершать различные платежи в адрес:
- операторов мобильной связи;
- интернет-провайдеров, операторов услуг IP-телефонии, коммерческого телевидения;
- электронные платёжные системы;
- MLM-компании;
- онлайн-игры;
- контент-провайдеры и агрегаторы;
- компании, предоставляющие услуги ЖКХ и фиксированной связи;
- интернет-магазины и др.

«Qiwi» являлся оператором учёта ставок ЦУПИС «Киви-банка», который работает в партнерстве с саморегулирующейся организацией «Ассоциация букмекерских контор». 

#### Сервисы для бизнеса
Основной деятельностью «Qiwi» являлось развитие платёжных решений для бизнеса. В 2021 году продукты для бизнеса были объединены в отдельное направление — «Qiwi Business». Ключевыми отраслями, с которыми ведётся работа, являются: рынок такси, туризм, электронная коммерция, банки, МФО, цифровые развлечения, ЖКХ и др.
Среди финансовых решений для партнеров:
- сервисы интернет-эквайринга и интернет-банкинг для b2b-клиентов;
- платежные сервисы на основе открытого API, позволяющие настраивать массовые выплаты, в том числе, самозанятым;
- выпуск физических и виртуальных карт с возможностью настройки массовых выплат клиентам и партнерам;
- некоторые специальные решения: сервис «Таксиагрегатор» для таксопарков[55]; сервис для ломозаготовителей, позволявший перевести расчеты в безналичную форму[56].

### «Киви-банк»
«Киви-банк» — расчётный банк группы «Qiwi». Создан в 1993 году Пенсионным фондом РФ под названием Белэкономбанк как опорный банк по обслуживанию пенсионных счетов в Белгороде и Белгородской области. В 1998 году поменялся состав акционеров банка, а председателем правления был назначен Кирилл Евдаков (который позже стал одним из бенефициаров банка). В 2004 году банк был переименован в АО «АКБ „Русский инвестиционный клуб“», а в 2008 году — в ЗАО «АКБ „1-й процессинговый банк“». С 2011 года работал под брендом Qiwi. В 2007 году АКБ «Русский инвестиционный клуб» одним из первых в России стал заключать договоры с платёжными системами. Он стал расчётным банком для платёжных систем ОСМП, e-port и Супермаркет платёжных систем. В 2017 году банк присоединил купленную группой в 2015 году процессинговую систему «Рапида», являвшуюся оператором платёжной системой Соntact. Отделения Киви банка открыты в Москве, Санкт-Петербурге и Казани.
21 февраля 2024 года Центральный банк отозвал лицензию у «Киви-банка». Регулятор счёл, что банк нарушал законодательство, в частности, систематически игнорировал требования в области противодействия отмыванию доходов, полученных преступным путем, и финансирования терроризма. Функции временной администрации будет выполнять АСВ.

#### Профессиональные рейтинги
В июле 2018 года рейтинговое агентство АКРА присвоило банку кредитный рейтинг по национальной шкале «BBB(RU)», прогноз «стабильный». Впоследствии рейтинг колебался в диапазоне «BBB+(RU)» — «BBB(RU)», а в июне 2022 года был отозван.
В мае 2022 года рейтинговое агентство «Эксперт РА» присвоило банку рейтинг «ruBBB», прогноз «стабильный». В августе 2023 года рейтинг был понижен до «ruBBB-», прогноз «развивающийся». В октябре того же года рейтинг был подтверждён на том же уровне с тем же прогнозом и оставлен под наблюдением.

#### Другие рейтинговые списки
- «100 крупнейших российских банков» (по версии Forbes) — 71-е место (2022 год), 87-е место (2021 год)[69].
- «Интерфакс-100» («Интерфакс-ЦЭА») — 91-е место по активам , 61-е место по собственному капиталу, 21-е место по чистой прибыли за 2021 год[70] и 90-е место по активам, 74-е место по собственному капиталу, 23-е место по чистой прибыли за 2020[71].

### «Факторинг плюс»
«Рови Факторинг Плюс» (бренд Rowi) — факторинговая и финтех-компания, созданная в 2017 году Виктором Верновым и Евгением Родионовым как финтех-компания, которая специализируется на финансировании малого и среднего бизнеса.
Rowi предлагает компаниям услуги факторинга, банковские гарантии, выдаёт кредиты на исполнение госконтрактов, осуществляет расчётно-кассовое обслуживание и финансирует поставщиков маркетплейсов.
В 2020 году вошла в топ-5 факторинговых компаний по количеству клиентов (в 2021 году — четвёртое место, в 2022 году — пятое).
В 2022 году оборот компании составил 2,6 млрд руб.

### Блокчейн-технологии
В 2015 году компания анонсировала создание собственного распределённого процессинга платежей, построенного на основе технологии распределённых реестров (DLT).
В 2017 году «Qiwi» выделила направление блокчейн- и DLT-технологий в отдельный бизнес — в составе группы появилась дочерняя компания «Qiwi Blockchain Technologies». В 2017 году на операционную деятельность компании планировалось затратить 100 миллионов рублей.

## Акционеры
3 мая 2013 года «Qiwi plc» провела первичное размещение акций на бирже NASDAQ. В результате продажи акций крупными акционерами их доли сократились: «Mail.ru Group» до 15,5 %, «Mitsui & Co» до 11,3 %, председателя «Qiwi» Андрея Романенко и его отца Николая Романенко до 7,3 %. Уменьшили свою долю, реализовав свои акции, и ряд других менеджеров. Крупнейший акционер — гендиректор «Qiwi» Сергей Солонин (25,4 % акций), в IPO не участвовал.
8 октября 2013 года началось обращение американских депозитарных акций (ADS) компании «Qiwi» на Московской бирже в секторе Рынок инноваций и инвестиций.
Бывший сити-менеджер Казани Марат Загидуллов в 2013 году владел 25 % «Qiwi India».
Крупнейшими акционерами «Qiwi» на конец 2022 года являлись:
- Сергей Солонин — 71,20 %;
- Банк «Открытие» — 13,70 %;
- Другие акционеры — 8,40 %;
- Mitsui&Co — 5,00 %;
- Melqart Asset Management (UK), LTD — 1,7 %.

## В популярной культуре
В 2017 году вышел фильм Фёдора Бондарчука «Притяжение», в котором большая часть действия происходит в московском районе Северное Чертаново, где расположен главный офис «Qiwi». На панораме разрушений, вызванных падением космического корабля инопланетных пришельцев, присутствует и здание «Qiwi» c диском упавшего космолёта на заднем плане.